# イッツ・ソー・イージー (ガンズ・アンド・ローゼズの曲)
「イッツ・ソー・イージー」（It's So Easy）は、ガンズ・アンド・ローゼズが1987年7月に発表したデビュー・アルバム『アペタイト・フォー・ディストラクション』の収録曲。アルバム発表前月の6月に先行シングルとしてリリース、全英シングルチャートで最高84位を記録。

## 楽曲
『アペタイト・フォー・ディストラクション』発売に伴いゲフィン・レコードからメディア向けに配布されたプロモーション用のプレスリリースで、この曲についてダフ・マッケイガンは「ウェスト（・アーキーン）と俺が書いた曲。俺と彼、そして他のメンバーが苦労していた頃のことを歌っている。金は無かったけど、取り巻きや女の子がいたおかげで基本的な暮らしには困らなかった。何もかも楽だった。何も無いってのは気楽なもん（it's so easy）だよ」と語っている。
2006年のエディ・トランクとのインタビューで、アクセル・ローズによれば、当初はどちらかといえばカントリー＆ウエスタン調の曲だったと言う。
「もともとはヒッピー万歳みたいな曲で、ダフとウェストのふたりがこの曲を作ったときはアコースティックな作風だった」「L.A.（のリハーサルスタジオ）で、まずスラッシュが曲をブチ壊し始め、そこに俺がまるで邪悪なイギー・ポップって感じの歌い方で乗っかったんだ。そばに立っていたウェストは『俺の曲が...』ってうなだれた顔をしてたよ。俺たちが彼の曲をメチャクチャにしたんだ」と語っている。

## ミュージック・ビデオ
この曲がシングルとしてリリースされた2年後の1989年10月10日にミュージック・ビデオが制作された。撮影はハリウッドのクラブ「キャットハウス」で行われ、大勢の観客の前で演奏するバンドのライブ映像がメインとなっている。その後、大幅に編集されたバージョンがプロモーション用として制作されたが、MTVはこのビデオの放映を拒否、バンドのDVD『ウェルカム・トゥ・ザ・ビデオ』にも収録されず、長らく公式に日の目を見ることはなかったが、2018年5月28日になってようやく公開され、同年6月29日にリリースされた『アペタイト・フォー・ディストラクション』のロックト・アンド・ローデッド・エディション（Locked N' Loaded Edition）およびスーパー・デラックス・エディション（Super Deluxe Edition）のBlu-rayに収録された。
アクセル・ローズは、このビデオの冒頭で「これはホームビデオとして作られているけど、実は違うんだ。ホームビデオにはなるけど、実は俺たちのために作ったビデオなのさ。要するに、もしMTV用に質の良いビデオを作ってリリースしたら、レコードはもっと売れるだろうけど、その代わり、俺たちが見たいと思うビデオを作るには、15万ドルもの大金を使う羽目になるからね」と語っている。

## 収録曲

### 7インチ・シングル
1. "It's So Easy"
2. "Mr. Brownstone"

### 12インチ・シングル
1. "It's So Easy"
2. "Mr. Brownstone"
3. "Shadow of Your Love"
4. "Move to the City"

## カヴァー
- マニック・ストリート・プリーチャーズ - 1991年9月4日のロンドン・マーキークラブ（英語版）でのライブ音源をシングル「You Love Us」（1992年）に収録。
- 上杉昇 - カヴァー・アルバム『SPOILS』（2006年）に収録[7]。
- イーグルス・オブ・デス・メタル - カヴァー・アルバム『EODM Presents Boots Electric Performing the Best Songs We Never Wrote』（2019年）に収録[8]。